# Astrid Gröpper
Astrid Gröpper (* 12. April 1977) ist eine ehemalige deutsche Fußballtorhüterin.

## Karriere

### Vereine
Gröpper für den SV 29 Kempten. 
Zur Saison 1999/2000 stieg sie mit dem 1. FC Nürnberg in die Bundesliga auf. Am Saisonende kehrte sie mit ihrem Verein als Letztplatzierter in die Regionalliga Süd zurück.

### Nationalmannschaft
Für die A-Nationalmannschaft bestritt sie einzig am 27. August 1996 ein Länderspiel. In Lichtenvoorde wurde die Nationalmannschaft der Niederlande in einem Testspiel mit 3:0 besiegt. Dabei wurden elf Spielerinnen des DFB zur zweiten Halbzeit ein- bzw. ausgewechselt; Gröpper kam in der 46. Minute für Nadine Angerer zum Einsatz.